# Roblinella mathinnae
Roblinella mathinnae är en snäckart som först beskrevs av Petterd 1879.  Roblinella mathinnae ingår i släktet Roblinella och familjen Charopidae. Inga underarter finns listade i Catalogue of Life.